# 柴山昌彦
柴山昌彦（1965年12月5日—）是日本政治人物、律師，現為自由民主党（細田派）的眾議院議員。曾任外務大臣政務官、總務副大臣、衆議院内閣委員長、内閣總理大臣補佐官等職務，現任文部科学大臣。從東京大學畢業後先在住友不動產工作，後於1998年通過司法考試，並於2年後進入虎門中央法律事務所擔任律師。2004年因新井正則違反公職選舉法辭去眾議院議員職務而在埼玉縣第8區的補選中當選，進入政界。
柴山在2018年被安倍晋三任命為第4次安倍改造内閣的文部科学大臣，是他第一次進入內閣任職。另外，同批就任法務大臣的山下貴司是其在東京大學時代的同期生。